# 韩氏石蛏
韩氏石蛏（学名：Lithophaga hanleyma），是贻贝目壳菜蛤科石蜊属的一种。主要分布于中国大陆，常栖息在潮下带。